# Bauernmuseum Schlepzig

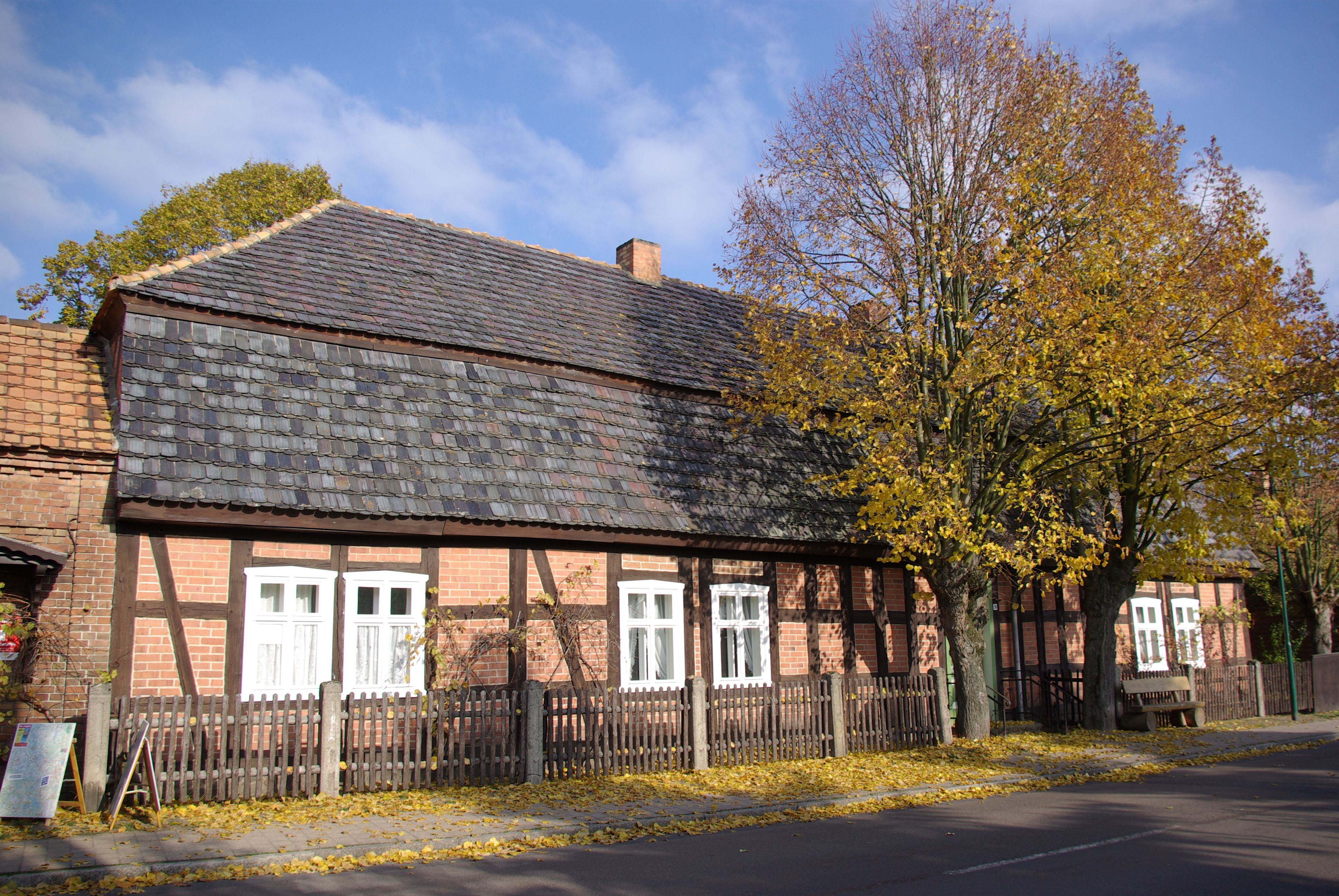
Das Bauernmuseum

Das Bauernmuseum Schlepzig ist ein Museum zur Geschichte der Landwirtschaft im Spreewald in Schlepzig in Brandenburg.

## Geschichte
Das Museum ist in einem alten Bauernhof untergebracht, den ursprünglich der Dorfschulze 1818 vom preußischen König Friedrich Wilhelm III. gemeinsam mit 30 Hektar Land und 70 Hektar Wald als Lehngut erhalten hatte.
1960 wurde das Anwesen unter Denkmalschutz gestellt. Im Jahr 1985 erfolgte die Eröffnung des Museums als Agrarhistorisches Museum, das später in Bauernmuseum umbenannt wurde. Das Museum zählt etwa 10.000 Besucher im Jahr.

## Ausstellungen
Die Fläche des Hofs beträgt 5000 m². Die Ausstellung befasst sich mit dem Leben der Spreewaldbauern im 19. und 20. Jahrhundert. Auf dem Dachboden ist eine ständige Ausstellung zu Geschichte, Bräuchen und Traditionen des Spreewalds sowie zur Entwicklung der Landwirtschaft zu sehen. In der Stallscheune werden die Verarbeitung von Flachs, die Herstellung von Leinen sowie Imkerei, Forst- und Fischereiwirtschaft dargestellt. Eine Sammlung alter landwirtschaftlicher Maschinen vor allem aus der Zeit von 1900 bis 1980 (unter anderem Holzpflug, diverse Traktoren, Mähdrescher) steht in der Feldscheune.
Außerdem werden Kleintiere gehalten und ein Kräutergarten betrieben. In einem Lehmbackofen werden nach alten Rezepturen Kuchen gebacken. Der Innenhof wird von einer Linde beschattet.